# Stenoleptura fuscosignata
Stenoleptura fuscosignata är en skalbaggsart som beskrevs av Hayashi 1977. Stenoleptura fuscosignata ingår i släktet Stenoleptura och familjen långhorningar. Inga underarter finns listade i Catalogue of Life.